# Württembergische Bürgerpartei
Württembergische Bürgerpartei var beteckningen för Deutschnationale Volkspartei (DNVP) i den Fria Folkstaten Württemberg. Partiet, som existerade från 1919 till 1933, betonade nationalism, nationalliberalism och antisemitism.